# Kurt Bretting
Kurt Bretting (* 6. Juni 1892 in Magdeburg; † 30. Mai 1918 bei Merville) war ein deutscher Schwimmer.
Bretting startete für den SC Hellas Magdeburg und gehörte vor dem Ersten Weltkrieg zu den besten deutschen Freistilschwimmern. Bei den Deutschen Schwimmmeisterschaften errang er zwischen 1910 und 1916 insgesamt vier Deutsche Meistertitel über 100 m Freistil. 1912 stellte er in Brüssel über 100 m Freistil einen neuen Weltrekord auf. Aber bei den Olympischen Spielen 1912 in Stockholm im gleichen Jahr konnte er keine Medaille gewinnen und belegte über 100 m Freistil nur den vierten Platz.
Kurt Bretting fiel im Ersten Weltkrieg in der französischen Gemeinde Merville.